# Jiráskova vila (Malešice)
Jiráskova vila je pseudorenesanční zámeček na západním úbočí vrchu Tábor, který tvoří jádro areálu dnešní botanické zahrady SOŠ Malešice v části Malešic patřící k městské části Praha 9 hlavního města Prahy. Má přidělenou adresu Pod Táborem 17/4. Vilu vlastnil a honosný park kolem ní nechal vybudovat průmyslník Antonín Jirásko.

## Historie

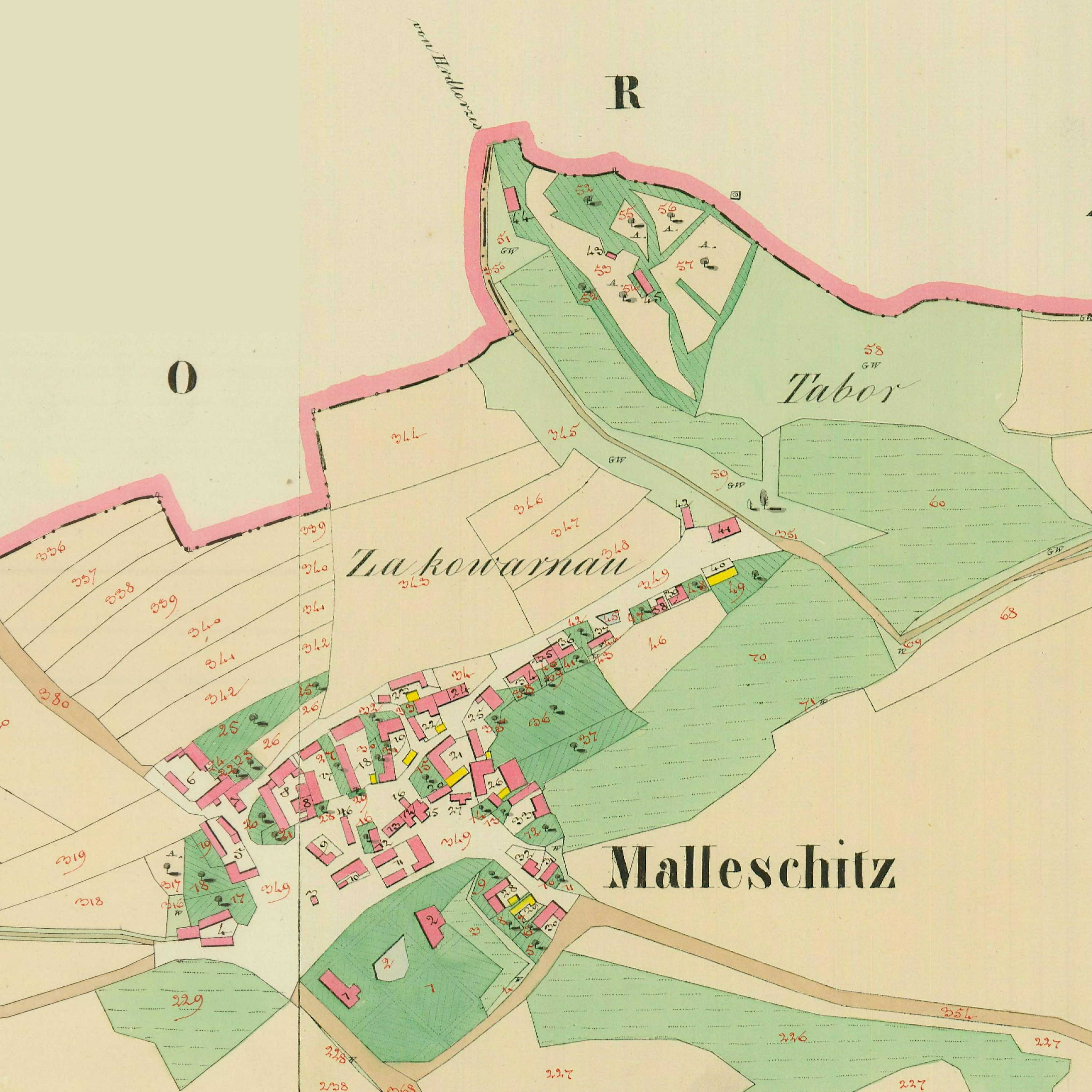
Malešice na císařských otiscích map Stabilního katastru z roku 1841. V horní části areál usedlosti Josefa Havlíčka.

V místech zahrady stávala v polovině devatenáctého století usedlost Josefa Havlíčka, k níž přiléhala zelinářská zahrada a ovocný sad. V údolí Malé Rokytky bývaly obecní pastviny.
V místech vily bývala bouda pro hlídače vinice a sklad zemědělského nářadí.[zdroj?] Přestavbami a rozšiřováním se postupně stal v 19. století domek obydlím. Tehdejší majitel Antonín Kopecký měl v úmyslu domek přestavět na velký dům.[zdroj?]
Jeho záměr však dokončil v roce 1889 až další vlastník objektu, Rudolf Engbert, který dům přebudoval na reprezentativní pseudorenesanční zámeček s terasou v ose zahradního průčelí, k níž vedlo po stranách dvouramenné schodiště. Na začátku 20. století koupil už tehdy honosnou vilu se všemi pozemky komorní rada a průmyslník Antonín Jirásko, majitel největšího pražského obchodu uhlím a vysočanské továrny na nábytek, zámku Bílé Poličany, statků s polnostmi a lihovaru. Zdejší obyvatelé proto vilu nazývají jeho jménem.
Antonín Jirásko roku 1920 pověřil Františka Thomayera, význačného zahradního architekta, zakladatele parku na Karlově náměstí i řady dalších parků v Praze, ve Vídni a v Paříži, založením parku. Park byl osázen vzácnými dřevinami, z nichž část přežila až do dnešních dnů. Celková koncepce parku však v dynamicky modelovaném terénu, svažujícím se do údolí, s množstvím průhledů a malebných romantických scenérií, zůstala zachována stejně jako i tropické skleníky.
Za války bylo v objektu velitelství gestapa a německý vojenský lazaret. Na konci války byly odvezeny veškeré dokumenty, pravděpodobně včetně těch, které se týkaly nemovitosti a parku. Za války a po válce zmizela i původní sochařská výzdoba. Dle některých zdrojů však lazaret nebyl v Jiráskově vile, ale v protilehlé hrdlořezské škole.
V roce 1946 byla vila vyvlastněna a o rok později přešla do vlastnictví hlavního města Prahy. V roce 1954 byla přidělena společně s hrdlořezskou školou Zahradnickému podniku hl. m. Prahy pro podnikové učiliště (dle jiného zdroje sem k 1. září 1948 město přestěhovalo zahradnickou školu z Vinohrad, která existovala od roku 1909). V padesátých letech objekt převzal podnik Sady, lesy a zahradnictví hlavního města Prahy a využíval jej především k výrobním účelům, park v této době nebyl příliš udržován. V roce 1985 byly zrekonstruovány tropické skleníky. Po roce 1990 se z areálu stala opět školní botanická zahrada. Nyní je vila i s parkem součástí Botanické zahrady Malešice a slouží jako zahradnické pracoviště Střední odborné školy Jarov.